# Triengen
Triengen – miejscowość i gmina w środkowej Szwajcarii, w kantonie Lucerna, w okręgu Sursee. 1 stycznia 2005 do gminy przyłączono gminy Kulmerau i Wilihof, a 1 stycznia 2009 gminę Winikon.

## Demografia
W Triengen mieszka 4748 osób. W 2021 roku 25,8% populacji gminy stanowiły osoby urodzone poza Szwajcarią. 

## Transport
Przez teren gminy przebiega droga główna nr 24. 